# بيغسفيل (إلينوي)
بيغسفيل (بالإنجليزية: Biggsville)‏ هي منطقة سكنية تقع في الولايات المتحدة في إلينوي.

## الموقع الجغرافي
الموقع الجغرافي للمناطق المحيطة بهذه النقطة هو كالتالي: